# 類鼻疽伯克氏菌
類鼻疽伯克氏菌簡稱類鼻疽菌，又称类鼻疽伯克氏菌，旧名類鼻疽假單胞菌（Pseudomonas pseudomallei），是一种革兰氏染色阴性需氧球杆菌，伯克霍尔德菌属，一端有3条以上鞭毛，运动活泼，无荚膜，不产生芽孢。
類鼻疽菌多单独存在，为条件致病菌，是类鼻疽的病原菌。通过吸入，或损伤的皮肤与污染的水或土壤接触而感染，引起肺炎、肺脓肿、败血症、皮肤软组织感染等。

## 外部連結
- 微生物免疫學-Burkholderia pseudomallei(類鼻疽伯克氏菌) （页面存档备份，存于）